# Nomlaki
Nomlaki (Nomelaki, Central Wintun).-Pleme Indijanaca iz grupe Wintun, porodice Copehan, naseljeno u dolini rijeke Sacramento u Kaliforniji. Tradicionalno nastanjuju okruge Tehama i Glenn gdje su se očuvali i danas na više rezervata, to su: Grindstone Indian Rancheria, Round Valley Reservation, i na Covelo Indian Community.  Grupa poznata kao Paskenta naseljena je na zapadu okruga Tehama, blizu Williamsa. Na rezervatu Round Valley žive sa s plemenima Konkow, Wintun, Achomawi, Yuki, Little Lake i Wailaki.
Pleme je 1854. smješteno na rezervat Nome Lackee ali je 1863. ukinut a zemlja je dana na raspolaganjem bijelim imigrantima. Jezik je slabo dokumentiran i poznat. -Poput ostalih Wintuna, najpoznatiji su po košaraštvu. 

## Tribeleti i sela
- Chuidau, selo na South Fork of Cottonwood Creek. Ime tribeleta nepoznato
- Dahchi'mchini-sel (Dahchi'mchinisel), u selu Dahchi'mchini na Brisco Creeku.
- Da-mak (Damak), na redbank Creeku.
- Kalaiel, selo na North Fork of Stony Creek, u kojem je živio tribelet čije ime nije poznato.
- Mi'tenek, selo na Squaw Hill Ferry. Ime tribeleta je nepoznato.
- Nom-kewel (ili Nom-laka, Nomkewel), u selu Lo-pom južno od Thomas Creek.
- Olwenem-Wintun, u selu O'lwenem, kod ušća Thomasa.
- Pelmem-we (Pelmemwe), u selu Pelmem na ušću Deer Creeka.
- Pelti-kewel (Peltikewel), navodno sjeverno od Soninmaka
- Pomtididi-sel (Pomtididisel), u selu Pomtididi, na mjestu gdje Grindstone Creek predaje svoje vode Stony Creeku.
- Sohu's-labe/Nomê'l-mim-labe (Sohu'slabe-Nome'lmimlabe), ovo su dva sela u kojem je živio neimenovani tribelet. Prvo se nalazilo južno od Fruto, Fruta
- Soninmak, na Stony Creek
- Tehêmet (Tehemet), današnja Tehama.
- Toba, na ušću Brisco Creeka. Spominje ga Barrett (1919).
- Tolokai (Doloke), selo u kojem je živio tribelet nepoznatog imena, locirano na ušču Elk Creeka.
- Wai-kewel (Waikewel), na Elder Creeku.
- Walti-kewel (Waltikewel), tribelet koji je živio u selima Noitikel, Kenkopol i Saipanti. Kod Thomas Creeka.

## Vanjske poveznice
- Walter Goldschmidt, Nomlaki Ethnography